# Кролевецкий комбинат хлебопродуктов
Кролевецкий комбинат хлебопродуктов (укр. Кролевецький комбінат хлібопродуктів) — предприятие пищевой промышленности в городе Кролевец Сумской области.

## История
Кролевецкий комбинат хлебопродуктов был создан в 1987 году в результате объединения ранее существовавшего Кролевецкого хлебоприемного предприятия и построенного в 1985 - 1987 годы мельничного завода, в 1988 году в соответствии с двенадцатым пятилетним планом развития народного хозяйства СССР на предприятии была введена в эксплуатацию линия по производству комбикорма.
После провозглашения независимости Украины комбинат перешёл в ведение министерства сельского хозяйства и продовольствия Украины.
В марте 1995 года Верховная Рада Украины внесла комбинат в перечень предприятий, приватизация которых запрещена в связи с их общегосударственным значением.
После создания в августе 1996 года государственной акционерной компании "Хлеб Украины" комбинат стал дочерним предприятием ГАК "Хлеб Украины".
В середине 2000х годов на предприятии была проведена частичная реконструкция производственного оборудования - были установлены новые компрессоры, закупленные по программе НАК «Украгролизинг».
Начавшийся в 2008 году экономический кризис осложнил положение предприятия, но весной 2009 года положение комбината стабилизировалось.
После создания 11 августа 2010 года Государственной продовольственно-зерновой корпорации Украины комбинат был включён в состав предприятий ГПЗКУ.
Летом 2014 года на КХП была установлена зерносушилка производства итальянской компании "Bonfanti" для сушки кукурузы.
В ноябре 2015 года на КХП установили автоматический пробоотборник "Stork 440 Compact" итальянского производства.
В феврале 2016 года было объявлено о намерении освоить на предприятии производство макаронных изделий.

## Современное состояние
Основными функциями предприятия являются хранение и переработка зерна. В составе комбината - 5 зернохранилищ емкостью 9600 тонн, склад готовой продукции на 1400 тонн, склад комбикормов на 3200 тонн, стационарная зерносушилка производительностью 32 тонны в час, автоприем с 15 и 30-тонными автомобилеразгрузчиками и автомобильными весами.
Перерабатывающие мощности обеспечивают возможность производства 147,7 тыс. тонн муки в год (или до 500 тонн муки в сутки).